# Sennfeld
Sennfeld é um município da Alemanha, situado no distrito de Schweinfurt, no estado da Baviera. Tem 6,98 km² de área, e sua população em 2019 foi estimada em 4.568 habitantes.